# Šahada
Šahada ali šehadet je islamska molitev, ki pomeni izpoved vere v edinega Boga (Alaha) in priznavanje Mohameda za njegovega preroka. Šahada šteje za enega od peterih stebrov islama in pomeni s srcem verovati in priznavati bistvo islamske vere. Pravi musliman mora to molitev vsaj enkrat v življenju izgovoriti s srcem - s tem izjavlja, da pripada islamu.
Beseda šahada (arabsko الشهادة [al-šahada]) pomeni pričevanje ali trdno prepričanje, verovanje. Na ozemljih, ki so bila pod turškim vplivom, je razširjeno tudi ime šehadet (turško şehadet) oziroma kelimei  šehadet (turško kelime-i şehadet).
Besedilo molitve se v arabščini glasi:
أشهد أن لا إله إلاَّ الله وَ أشهد أن محمد رسول الله
Prepis v latinico:
Ešheddu en la illahe ilallah we ešheddu enne Muhammeden resululah.
Prevod:
Pričam, da razen Boga (Alaha) ni drugega boga, in pričam, da je Mohamed Božji odposlanec.

Obstaja tudi krajša oblika molitve, pri kateri se izpušča začetni del (Pričam, da...). Tako skrajšana molitev se imenuje tudi kalima (arabsko الكلمة [al-kalima] = rek, izrek):
لا اله الا الله محمد رسول الله
La illahe ilallah Muhammedur resululah.